# Ruinae pannonicae
Ruinae Pannonicae (lateinisch) heißt das monumentale Versepos des in Mediasch in Siebenbürgen geborenen Dichters Christian Schesaeus (um 1535–1585). Die Erstausgabe erschien 1571 in Wittenberg.

## Inhalt
Schesaeus beschreibt in neulateinischen Hexametern den Niedergang des in der Schlacht bei Mohács (1526) von den Osmanen besiegten Königreichs Ungarn bis etwa 1565, wobei er den Verteidigungsanstrengungen, die aus dem nun zum Fürstentum gewordenen Siebenbürgen und aus Restungarn unternommen wurden, und den jeweiligen Kommandanten ein poetisches Denkmal setzt. Historischer Hintergrund des Gedichts sind die Thronstreitigkeiten zwischen Kaiser Ferdinand und Maximilian II. auf der einen und dem Ungarn Johann Sigismund Zápolya auf der anderen Seite.
Aus der 1571 in Wittenberg bei Clemens Schleich gedruckten Erstausgabe der „Ruinae Pannonicae“ soll hier der Eingangsteil im ursprünglichen Text und in der Übersetzung von Klaus Popa wiedergegeben werden:
“Ruinae pannonicae liber primus
 Pannoniæ tristes versu memorabo ruinas
 Vtque duces, animosaque gens, regnumque superbum
 Concidit, ut Cadmi per mutua vulnera proles
 Victa iugo Scythicj submittens colla Tyranni
 In vitium, quia prona ruit, virtutis auitæ
 Immemor, inque alios alij conuertere ferrum
 Exitiale parant, ex ambitions regendi.
 Diuersos dominos distracta mente sequentes,
 Publica priuatis postponunt commoda rebus,
 Et misere oppressam grauiore Tyrannide plebem
 Hebraeos veluti Pharao crudelis, acerbant.
 Multi perfidia capti, sed pluribus aurum
 Exitium tulit, atque amor immoderatus habendi.
 Ryphææ multis nocuerunt fœdera gentis,
 Credulitas nimium quos improuisa fefellit.
 Præcipue in sacro recors dissensio cultu,
 Quando licet quod cuique lubet proponere dogma
 Humani ex cerebri desumptum impune lacuna:
 Hæc mala præcipitis sunt fons & caussa ruinae.
 SVMME pater, curious nuts omnia regna reguntur,
 Stantque caduntque amplæ totis cum gentibus urbes,
 Nostra sub immenso titubantia cœpta labore
 Prouehe, difficilisque viæ dux præuius esto:
 Nomina ut Heroum qui consilioque manuque
 Res, regnique statum innuere fideliter ægrum:
 Partis et aduersæ insidias, fraudesque dolosque
 Extendam verbis ad seros usque nepotes.”
„Die Ruinen Pannoniens. Erstes Buch

Ich werde der traurigen Ruinen Pannoniens gedenken,
Und wie Herzöge, als auch das mutige Geschlecht  und die übermütige Herrschaft dahinsank (ähnlich den Sprößlingen des Cadmus durch gegenseitige Verwundung)
(4)indem sie das besiegte Haupt dem Joch des skythischen Tyrannen beugten;
Weil sie geneigt ins Vergehen stürzten, uneingedenk der großväterlichen Tapferkeit
Besorgten nämlich die einen aus Herrschsucht das Eisen gegen die anderen zu schwingen,
Indem sie mit unstetem Sinn das Gefolge unterschiedlichen Herrn leisteten, den Eigennutz dem Gemeinnutz voranstellten,
(10) Und das elendig unterdrückte Volk, wie die Hebräer vom grausamen Pharao, mit schwerster Tyrannei bedrängten.
Die Treulosigkeit herrschte grenzenlos, doch das Gold brachte den meisten den Tod, weil sie zudem von maßloser Begierde erfaßt waren;
Die Bündnisse des Riphaeischen [i.e. nördlichen] Geschlechts schadeten vielen,
(15)
Diese Übel sind die Quelle des Abgrundes und die Ursache des Niedergangs.
(20)Höchster Vater, dessen Wink alle Reiche führt,
Bedeutende Städte bestehen und fallen zusammen mit ganzen Völkern,
Fördere unser begonnenens Werk, das unter dem Unsäglichen wankt,
Und Du sollst der Weiser auf dem schwierigen Weg sein,
So dass ich die Namen der Helden in Worten festhalten kann, die sowohl mit Rat
(25)Als auch mit Tat dem Staat und der zerrütteten Herrschaft ergeben halfen, gegen die Täuschung und Arglist der Gegner.“

## Ausgaben
- Christian Schesäus: Ruinae Pannonicae, Wittenberg 1571 (Digitalisat in der Deutschen Digitalen Bibliothek).

7 von insgesamt 12 Bänden.
- Christiani Schesaei Ruinas Panonicas. Adcurante Josepho Carolo Eder. Cibinii, Hochmeister 1797.
- Christannus Schesaeus: Ruinae Pannonicae Libri Quatuor. Lateinische Ausgabe 1797 (Reprint Kessinger Publishing 2010, ISBN 978-1-165-38126-5)

deutsche Übersetzung
Albert Michael: AlbertDie Ruinae Pannonicae des  Christian Schesäus. In: Programm des evangelischen Gymnasiums in Schäßburg 1872/73. Hermannstadt 1873, S. 632–635.
- Christianus Schesäus: Opera quae supersunt omnia. Edidit Franciscus Csonka. Akademie-Verlag, Budapest 1979.